# Alex Atkinson
Alex Atkinson, né en 1916 et mort en 1962, est un dramaturge, journaliste et écrivain britannique. Il est connu pour avoir travaillé avec l'illustrateur Ronald Searle.